# Jennifer Hudson
Jennifer Kate Hudson (* 12. září 1981 Chicago, Illinois, USA) je americká zpěvačka, herečka, držitelka prestižní ceny Grammy, Zlatého glóbu britské ceny BAFTA a Oscara za vedlejší filmovou roli. V září 2008 se provdala za wrestlera Davida Otungu a v srpnu 2009 se narodil jejich první syn, David Daniel Otunga Jr.

## Osobní život
Jennifer Hudson se narodila 12. září 1981 v Chicagu v americkém státě Illinois. Již od dětství bylo jejím snem zpívat. Před větším publikem vystupovala už v sedmi letech, když zpívala s kostelním sborem. Za největší hudební vzory považovala Whitney Houston, Arethu Franklin, Patti LaBelle a Céline Dion.
Do života Jennifer silně zasáhla rodinná tragédie 24. října 2008, kdy William Balfour, bývalý manžel její sestry Julie, zavraždil tři členy její rodiny (matku, bratra a synovce) v jejich rodném domě v Chicagu.
V září roku 2008 se zasnoubila s profesionálním zápasníkem Davidem Otungou a v srpnu následujícího roku Jennifer porodila syna jménem David Daniel Otunga jr.

## Kariéra

### Hudba

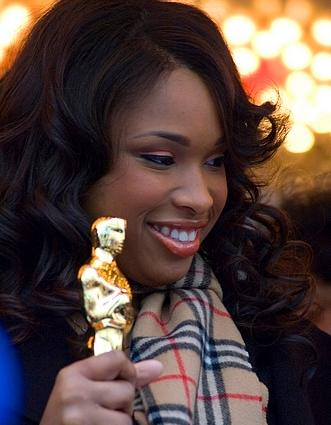

Do povědomí širší veřejnosti se dostala v roce 2004 jako účastnice finále třetí řady americké pěvecké soutěže American Idol. Navzdory tomu, že byla považována za horkou favoritku na vítězství, skončila sedmá.
V listopadu 2006 podepsala smlouvu s nahrávací společností Arista Records. 23. února 2007 oznámila, že právě dokončila první skladbu z připravovaného debutového alba.
První singl s názvem "Spotlight" vydala 10. června 2008. Vynesl ji místo v Top 40 Billboard Hot 100 jako singl #24 a dostal se do Top 20 britské a turecké hitparády. Druhý singl "If This Isn't Love" ji vynesl #63 v Billboard Hot 100 a #37 v britské hitparádě UK Singles Chart. Původně měl být druhým singlem song "My Heart", ale po brutální vraždě jejích rodinných příslušníků se tak nestalo. Jako třetí singl vydala "Pocketbook", ale ten byl také zrušen. Neuspěl u fanoušků ani u odborné kritiky. Třetím singlem se nakonec stal song "Giving Myself" (někdy také "Giving Myself To You").
30. září 2008 bylo vydáno její debutové album s názvem Jennifer Hudson. Ve světě vyvolalo pozitivní ohlasy. Jen do srpna 2009 se v USA prodalo 739 000 kopií. Toto album ji také vyneslo tři nominace na prestižní cenu Grammy:
- za nejlepší ženský pěvecký R&B výkon (singl "Spotlight")
- za nejlepší pěvecký R&B výkon v duetu - s Fantasií Barrino (song "I'm His Only Woman")
- za nejlepší R&B album

Ocenění převzala za nejlepší R&B album. Album zahrnuje také song "All Dressed in Love" - soundtrack k filmu Sex ve městě.
Jennifer vyšlo téměř po třech letech (21. 03. 2011) nové album s názvem "I Remember Me". Album je pojmenované na základě toho, že si Jennifer uvědomuje, co vše ji v životě postihlo. Písně mají korespondovat s životním osudem této zpěvačky s velkým hlasem. Na tomto albu spolupracovala s Ryanem Tedderem, autor stejnojmenné skladby I Remember Me. Dále se na desce podíleli R. Kelly (skladba Where You At), Alicia Keys (skladby Angel, Everbody Needs Love, Don't Look Down), Swizz Beatz (skladby Angel, Everbody Needs Love), Rich Harrison (skladby No One Gonna Love You, I Got This) či producentské duo z Norska - Stargate.
7. června 2009 zpívala na zádušní mši Michaela Jacksona.
10. srpna 2009 se jí narodil syn David Daniel Otunga Jr., jehož otcem je její manžel David Otunga.

### Film
V listopadu 2005 byla Jennifer obsazena do filmového zprácování muzikálu Dreamgirls. Ztvárnila zde postavu Effie White. Objevila se po boku hvězd jako jsou Beyoncé Knowles, Eddie Murphy nebo Jamie Foxx. Za tuto roli obdržela v roce 2007 Oscara za nejlepší vedlejší roli.
V prosinci 2007 si zahrála ve filmu Sex ve Městě. Ve filmu působila jako asistentka Carrie Bradshawové (Sarah Jessica Parker). Objevila se i v dalších snímcích, např. Tajný život včel nebo Okřídlené bytosti. V roce 2012 si zahrála ve třech epizodách seriálu Smash. V roce 2015 se objevila v hudebním seriálu Empire.

## Diskografie
- Jennifer Hudson (2008)
- I Remember Me (2011)
- JHUD (2014)

## Filmografie

### Film
| Rok  | Název                                  | Role              | Poznámky |
| ---- | -------------------------------------- | ----------------- | -------- |
| 2006 | Dreamgirls                             | Effie White       |          |
| 2008 | Sex ve městě                           | Louise            |          |
| 2008 | Tajný život včel                       | Rosaleen Daise    |          |
| 2009 | Okřídlené bytosti                      | Kathy Archenault  |          |
| 2011 | Winnie Mandela                         | Winnie Mandala    |          |
| 2012 | Tři moulové                            | Sestra Rosemary   |          |
| 2013 | The Inevitable Defeat of Mister & Pete | Gloria            |          |
| 2013 | Vánoce v Harlemu                       | Naima Cobbs       |          |
| 2014 | Ukolébavka                             | Sestřička Carrie  |          |
| 2015 | Chi-Raq                                | Irene             |          |
| 2016 | Sing                                   | mladá Nana (hlas) |          |
| 2017 | Sandy Wexler                           | Courtney Clarke   |          |
| 2018 | Monster                                | Paní Harmonová    |          |
| 2019 | Cats                                   | Grizabella        |          |
| 2020 | Respect                                | Aretha Franklin   |          |

### Televize
| Rok        | Název                                 | Role                | Poznámky                    |
| ---------- | ------------------------------------- | ------------------- | --------------------------- |
| 2004       | American Idol                         | Samu sebe           | 7. místo                    |
| 2011       | The X Factor                          | Samu sebe/porotkyně |                             |
| 2012       | Smash                                 | Veronica Moore      | 3 díly                      |
| 2013       | Pět příběhů šílenství                 | Maggie              | TV film                     |
| 2015       | Empire                                | Michelle White      | 3 díly                      |
| 2016       | Confirmation                          | Angela Wright       | TV film                     |
| 2016       | Beat Bugs                             | Blackbird (hlas)    | díl: 21b                    |
| 2016       | Hairspray Live!                       | Motormouth Maybelle | TV speciál                  |
| 2016       | Amyino plodné lůno                    | Samu sebe           | díl: „Brave“                |
| 2017–dosud | The Voice                             | Samu sebe/porotkyně |                             |
| 2017–dosud | The Voice                             | Samu sebe/porotkyně |                             |
| 2017       | Ant and Dec's Saturday Night Takeaway | Samu sebe           | díl: „End of the Show Show“ |